# ساگینا (فیلم)
ساگینا (به هندی: Sagina) فیلمی هندی محصول سال ۱۹۷۴ و به کارگردانی تاپان سینها است. در این فیلم بازیگرانی همچون دیلیپ کومار، سایرا بانو، آپارنا سن، اوم پراکاش، قادرخان و کی.ان. سینگ ایفای نقش کرده‌اند.